# SSL International
SSL International ist ein britisches Unternehmen, das Hygieneartikel und Kondome herstellt. Die bekanntesten Marken sind Durex und Scholl, andere bekannte Marken sind Sauber und Mister Baby. Der Unternehmensname (Firma) ist die Abkürzung für Seton Scholl London International. Die Firma war bis zu ihrer Übernahme durch Reckitt Benckiser an der London Stock Exchange im FTSE 250 Index gelistet.

## Unternehmensgeschichte
Das Unternehmen entstand im Mai 1999 durch die Fusion von Seton Scholl (welches im Juni 1998 durch die Fusion von Seton Healthcare und Scholl entstand) und London International Group (früher London Rubber Company, dem Hersteller von Durex). Für die Zusammenführung der beiden Unternehmen war der erste Vorstandsvorsitzende von SSL – Stuart Wallis – verantwortlich. Stuart Wallis hat das Unternehmen im Jahr 2001 verlassen.
Von 2002 bis 2004 hat das Unternehmen sämtliche Medizin- und Industriesparten verkauft, um sich auf das Kerngeschäft zu konzentrieren. 2009 wurde das Produkt K.LAUS (Keine Laus) im Handel eingeführt.
2010 wurde das Unternehmen von Reckitt Benckiser (RB) aufgekauft. Damit besaß RB zu diesem Zeitpunkt Marken wie Durex, Finish, Air Wick, Vanish, Dettol, Scholl, Nurofen und Veet.

## Standorte
Das Unternehmen hat in dreißig Ländern Tochterunternehmen und Fabriken im Vereinigten Königreich, den Kanalinseln, Spanien, China, Indien und Thailand.